# سوسکچه‌های قارچ‌خور انگاننسیس
سوسکچه‌های قارچ‌خور انگاننسیس (نام علمی: Xenocerus enganensis) نام یک گونه از سرده سوسکچه‌های قارچ‌خور زنوسروس است.